# Кобб (округ, Джорджія)
Шаблон:StateAbbr_ 33°56′ пн. ш. 84°35′ зх. д. / 33.94° пн. ш. 84.58° зх. д.
Округ Кобб (англ. Cobb County) — округ (графство) у штаті Джорджія, США. Ідентифікатор округу 13067.

## Історія
Округ утворений 1832 року.

## Демографія
За даними перепису
2000 року
загальне населення округу становило 607751 осіб, зокрема міського населення було 604596, а сільського — 3155.
Серед мешканців округу чоловіків було 301508, а жінок — 306243. В окрузі було 227487 домогосподарств, 156579 родин, які мешкали в 237522 будинках.
Середній розмір родини становив 3,14.
Віковий розподіл населення поданий у таблиці:
| Стать    | До 15 років | 15-21 | 22-29 | 30-39 | 40-49 | 50-65 | 65-85 | Понад 85 |
| -------- | ----------- | ----- | ----- | ----- | ----- | ----- | ----- | -------- |
| Чоловіки | 68466       | 28481 | 41304 | 56212 | 48709 | 41210 | 16055 | 1071     |
| Жінки    | 64625       | 25328 | 40051 | 57048 | 51097 | 43184 | 21825 | 3085     |

## Суміжні округи
- Черокі – північ
- Фултон – південний схід
- Дуглас – південний захід
- Полдінг – захід
- Бартоу – північний захід

## Виноски
1. ↑  U.S. Decennial Census. United States Census Bureau. Архів оригіналу за 26 квітня 2015. Процитовано 20 червня 2014.
2. ↑  Historical Census Browser. University of Virginia Library. Архів оригіналу за 11 Серпня 2012. Процитовано 20 червня 2014.
3. ↑  Population of Counties by Decennial Census: 1900 to 1990. United States Census Bureau. Архів оригіналу за 2 Лютого 2019. Процитовано 20 червня 2014.
4. ↑  Census 2000 PHC-T-4. Ranking Tables for Counties: 1990 and 2000 (PDF). United States Census Bureau. Архів оригіналу (PDF) за 18 Грудня 2014. Процитовано 20 червня 2014.
5. ↑  State & County QuickFacts. United States Census Bureau. Архів оригіналу за 22 Червня 2019. Процитовано 22 червня 2019.(англ.) Наведено за англійською вікіпедією.
6. ↑  American FactFinder. Бюро перепису населення США. Архів оригіналу за 29 липня 2011. Процитовано 31 січня 2008.

| США | Це незавершена стаття з географії США. Ви можете допомогти проєкту, виправивши або дописавши її. |